# Grêmio Esportivo Atibaiense
O Grêmio Esportivo Atibaiense é um clube brasileiro de futebol, com sede na cidade de Atibaia, no estado de São Paulo. Fundado em 21 de novembro de 1934 por funcionários da Companhia Têxtil Brasileira, com o nome de Associação Atlética Cetebê. Seu uniforme principal é formado por camisa azul e calção branco. Teve doze participações no Campeonato Paulista e atualmente é também um clube social, recreativo e esportivo.

## História
Em 1964, no seu segundo ano de profissionalismo, o Cetebê mudou o nome para Grêmio Esportivo Atibaiense, que mantém até hoje.
É mais conhecido na cidade por "Grêmio". Até o surgimento do Sport Club Atibaia, o Grêmio Esportivo Atibaiense era a principal equipe que Atibaia já teve no Campeonato Paulista, com 12 participações, entre os anos de 1963 e 1991, sempre nas divisões menores. 
Ao longo dos anos, o Grêmio Esportivo Atibaiense mudou a cor do seu uniforme várias vezes, o azul e o vermelho iam e voltavam com extrema facilidade - a razão pode ser a sua origem, o tricolor Cetebê. 
Atualmente o clube encontra-se afastado das competições oficiais, disputando competições de base, como a Paulista Cup e a Interclubes.

## Estádio Luiz Passador
O estádio Luiz Passador pertence ao Grêmio Esportivo Atibaiense, e é o maior estádio particular de Atibaia. Seu nome deriva do gerente da Companhia Têxtil Brasileira, sr. Luís Passador, que foi um forte incentivador da criação desta agremiação. O estádio possui capacidade aproximada de 1500 espectadores e foi construído na época com o auxílio de diversos funcionários voluntários da extinta CTB.

## Participações em estaduais
- Campeonato Paulista de Futebol - Série A3— 4 (quatro): 1981, 1982, 1986, 1987
- Campeonato Paulista de Futebol - Segunda Divisão — 8 (oito): 1963, 1964, 1965, 1967, 1988, 1989, 1990, 1991